# Rod Milburn
Rodney (Rod) Milburn (Opelousas, 18 maart 1950 – Port Hudson, 11 november 1997) was een Amerikaans atleet, die was gespecialiseerd in het hordelopen. Begin jaren zeventig domineerde hij de wedstrijden op de 110 m horden. In deze discipline werd hij olympisch kampioen, meervoudig Amerikaanse kampioen en verbeterde verschillende malen het wereldrecord.

## Loopbaan
Tijdens de halve finale van de Amerikaanse kampioenschappen (AAU) won Milburn als student van de Southern University de 120 yd horden in 13,0 s. Hij verbeterde hiermee het twaalf jaar oude wereldrecord van 13,2 s. Hij won 27 wedstrijden op rij en werd in 1971 verkozen door de Track & Field News tot atleet van het jaar.
In 1972 ging het bijna mis. Milburn liep twee hordes omver en kon zich ternauwernood kwalificeren voor de Olympische Spelen van 1972 in München. Op deze Spelen behaalde hij de grootste overwinning van zijn sportcarrière. Hij won in de finale een gouden medaille in een wereldrecordtijd van 13,24. Met deze tijd versloeg hij de Fransman Guy Drut (zilver; 13,34) en zijn landgenoot Tom Hill (brons; 13,48).
Milburn hoopte zijn comeback te maken op de Olympische Spelen van 1980 in Moskou, maar mocht niet deelnemen aan de Amerikaanse olympische selectiewedstrijden, omdat hij professioneel atleet was geweest. Hierna werd hij trainer van jonge atleten aan het Southern University in Baton Rouge, maar zat vaak zonder werk. Zijn leven ging snel bergafwaarts en al snel hierna zat hij in een huis voor daklozen.
In 1993 werd Milburn opgenomen in de USA Track & Field Hall of Fame. Op 47-jarige leeftijd stierf hij in 1997, doordat hij tijdens zijn werk in een papierfabriek in Port Hudson natriumchloraat ingeademd had.

## Titels
- Olympisch kampioen 110 m horden - 1972
- Amerikaans kampioen 110 m horden - 1971, 1972
- Amerikaans indoorkampioen 60 yard horden - 1972, 1973, 1980
- NCAA-kampioen 110 m horden - 1971, 1973
- NCAA-indoorkampioen 60 yd horden - 1973
- Track & Field News' Athlete of the Year - 1971
- USA Track & Field Hall of Fame - 1997

## Persoonlijke records
- 120 yard horden - 13,00 s
- 110 m horden - 13,10 s

## Wereldrecords
| Onderdeel       | Tijd (s)     | Datum      | Plaats  |
| --------------- | ------------ | ---------- | ------- |
| 120 yard horden | 13,00        | 25.06.1971 |         |
| 120 yard horden | 13,00        | 1973       |         |
| 110 m horden    | 13,2 (13,24) | 07.09.1972 | München |
| 110 m horden    | 13,1         | 06.07.1973 | Zürich  |
| 110 m horden    | 13,1         | 22.07.1973 | Siena   |

## Palmares

### 110 m horden
- 1971:  Pan-Amerikaanse Spelen - 13,46 (wind)
- 1972:  OS - 13,24 (WR)

1896: Tom Curtis ·
1900: Alvin Kraenzlein ·
1904: Frederick Schule ·
1908: Forrest Smithson ·
1912: Fred Kelly ·
1920: Earl Thomson ·
1924: Daniel Kinsey ·
1928: Sydney Atkinson ·
1932: George Saling ·
1936: Forrest Towns ·
1948: William Porter ·
1952: Harrison Dillard ·
1956: Lee Calhoun ·
1960: Lee Calhoun ·
1964: Hayes Jones ·
1968: Willie Davenport ·
1972: Rod Milburn ·
1976: Guy Drut ·
1980: Thomas Munkelt ·
1984: Roger Kingdom ·
1988: Roger Kingdom ·
1992: Mark McKoy ·
1996: Allen Johnson ·
2000: Anier García ·
2004: Liu Xiang ·
2008: Dayron Robles ·
2012: Aries Merritt ·
2016: Omar McLeod ·
2020: Hansle Parchment ·
2024: Grant Holloway
- World Athletics: 14354116
- Library of Congress Control Number: n2018038192
- Virtual International Authority File: 55153124233424491006
- WorldCat: E39PBJvd97FhBpgPkwY6WYGrbd